# 이기철 (1957년)
이기철(李基哲, 1957년~)은 대한민국의 외교관이다. 초대 재외동포청 청장(2023. 6.~)이다.

## 학력
- ~1984 서울대학교 법학 학사
- ~1989 위스콘신대학교 대학원 행정학 석사

## 경력
- 1985.05 제19회 외무고시 합격
- 1985.06 외무부
- 1991.01 주영국대한민국대사관 2등서기관
- 1993.12 주리비아대한민국대사관 1등서기관
- 1998.12 주유엔대한민국대표부 1등서기관
- 2001.06 주이스라엘대한민국대사관 참사관
- 2002.12 외교통상부 특수정책과 과장
- 2004.06 주오스트리아대한민국대사관 참사관
- 2006.09 유엔거버넌스센터
- 2007.08 외교통상부 영사심의관
- 2008.04 외교통상부 아프리카중동국 심의관
- 2008.07 외교통상부 재외동포영사국 심의관
- 2009.12 외교통상부 조약국 국장
- 2010.03 외교통상부 국제법률국 국장
- 2011.09~2014.11 제18대 주네덜란드대한민국대사관 대사
- 2014.11~2015.03 외교부 장관특별보좌관
- 2015.03~2016.04 외교부 재외동포영사대사실 재외동포영사대사
- 2016.04~2017.12 제21대 주로스앤젤레스대한민국총영사관 총영사
- 2018.03~ 국립외교원 겸임교수
- 2018.05 유니세프한국위원회 사무총장
- 2023.06~2024.07 초대 재외동포청장

## 수상
- 1997 근정포장

| 전임 (재외동포재단 이사장)김성곤 | 제1대 재외동포청장 2023년 6월 5일~2024년 7월 28일 | 후임 이상덕 |